# 雄勝線
雄勝線（日语：／）是一條連接秋田縣湯澤市湯澤站至雄勝郡羽後町梺站之間，由羽後交通營運的鐵路線。當初為了運送沿線的林產和農作品至縣內外，便興建了雄勝鐵道（日语：／）。在1928年（昭和3年）開通以來一直辛苦經營，當時幾乎不能支付電力費用。後來在居民的強烈請求下，鐵路線延伸至梺站。後來由於機動化，使鐵路業績轉趨惡劣。在1967年（昭和42年）把部分路段廢除。在1971年，改為使用柴油列車行走（不再使用電動列車），在1973年（昭和48年）全線廢除。

## 路線資料
- 路線距離（營業距離）湯澤 - 梺之間 11.7公里
- 軌距：1,067毫米
- 車站數目：8座（包含起終點站）
- 雙線區間：沒有（全線單線）
- 電氣化區間：全線（直流600V。但是在1971年起停止使用電氣化設備）
  - 在湯澤變電所內設有一台常用和一台後備的回轉變流機（交流電一方為445/152V，直流電一方為600V）直流電一方輸出功率150kW，製造商為三菱電機[1]

## 歷史
- 1924年（大正13年）8月16日 - 批出鐵路許可（雄勝郡湯澤町-同郡西馬音內町）[2]。
- 1925年（大正14年）11月29日 - 雄勝鐵道株式會社成立[3]。
- 1928年（昭和3年）8月10日 - 湯澤至西馬音內之間開通[4]。
- 1934年（昭和9年）12月11日 批出鐵路許可（雄勝郡西馬音內町-同郡元馬音內村之間）[5]。
- 1935年（昭和10年）2月13日 - 西馬音內至梺之間開通，全線開通[6]。
- 1943年（昭和18年）10月16日 - 根據戰時的國策，與橫莊鐵道、福島巴士等15公司合併。
- 1944年（昭和19年）5月31日 - 公司改名為羽後鐵道。
- 1952年（昭和27年）2月15日 - 公司改名為羽後交通。
- 1967年（昭和42年）12月1日 - 西馬音內至梺之間廢除。
- 1971年（昭和46年）7月26日 - 在同年7月20日廢除的橫莊線車輛遷移至此線上行走，廢除電力設備，改用柴油列車行走。
- 1973年（昭和48年）4月1日 - 湯澤至西馬音內之間廢除，全線廢。

## 車站列表
- 所在地取自廢除當時的市町村名稱。

| 中文站名   | 日文站名 | 英文站名         | 站間營業距離 | 累計營業距離 | 接續路線               | 所在地                                  | 所在地 |
| ---------- | -------- | ---------------- | ------------ | ------------ | ---------------------- | --------------------------------------- | ------ |
| 湯澤       |          | Yuzawa           | -            | 0.0          | 日本國有鐵道：奧羽本線 | 湯澤市                                  |        |
| 羽後山田   |          | Ugo-Yamada       | 2.2          | 2.2          |                        | 雄勝郡山田村 （現：湯澤市）             |        |
| 貝澤       |          | Kaizawa          | 2.2          | 4.4          |                        | 雄勝郡三輪村 （現：雄勝郡羽後町）       |        |
| 羽後三輪   |          | Ugo-Miwa         | 1.8          | 6.2          |                        | 雄勝郡三輪村 （現：雄勝郡羽後町）       |        |
| 阿久利子   |          | Aguriko          | 1.3          | 7.5          |                        | 雄勝郡三輪村 （現：雄勝郡羽後町）       |        |
| 西馬音內   |          | Nishi-Monai      | 1.4          | 8.9          |                        | 雄勝郡西馬音内町 （現：雄勝郡羽後町）   |        |
| 元西馬音內 |          | Moto-Nishi-Monai | 1.9          | 10.8         |                        | 雄勝郡元西馬音内村 （現：雄勝郡羽後町） |        |
| 梺         |          | Fumoto           | 0.9          | 11.7         |                        | 雄勝郡元西馬音内村 （現：雄勝郡羽後町） |        |

## 替代交通
- 羽後交通巴士 西馬音內線：（湯澤營業所 - ）湯澤站前 - 橋場（西馬音內） - 元西小學校前（梺）

## 保存車輛
- DeHa3 - 在羽後町梺站遺址作靜態保存
- HaFu11、13、14 - 在愛知縣犬山市「博物館明治村」靜態保存
- DeHa5 - 在湯澤市政廳處靜態保存，後來由於車頂脫落而被拆除。
- YuKi3 - 木造車身放置在羽後町淺井町內作為農業倉庫，後來由於腐爛而被拆除[7]。

## 其他
- 關於秋田縣內鐵路公司中的電氣化路線，除了此線外，還有小坂製錬（日语：小坂製錬）小坂線（日语：小坂製錬小坂線）和秋田中央交通線。前者在1962年10月1日，隨著把軌距由762毫米改為1,067毫米時，把電氣化設備廢除改為使用柴油列車。後者在1969年7月11日廢除。截至此線在1971年7月廢除電氣化設備一刻，縣內一度沒有電氣化鐵路行走。直至同年8月，奧羽本線 秋田站至青森站之間電氣化，當時為縣內首條電氣化的國鐵路線。
- 關於秋田縣內經營的非國鐵（及後來JR東日本）鐵路公司中。當此線在1973年廢除後。還有客運業務的鐵路線只剩下由同和礦業（日语：同和鉱業）經營的花岡線（日语：同和鉱業花岡線）和小坂線（前者在1985年4月1日廢線，後者在1989年10月1日由小坂製錬接管後，於1994年10月1日結束客運業務。）。直至1985年10月1日由利高原鐵道成立，以及1986年11月1日秋田內陸縱貫鐵道開業後，再次有多個秋田縣內鐵路公司經營客運業務。

## 注腳
1. ↑  『電気事業要覧. 第25回 昭和9年3月』（國立國會圖書館數碼化收藏）
2. ↑  「鉄道免許状下付」『官報』1924年8月19日（國立國會圖書館數碼化收藏）
3. ↑  『地方鉄道及軌道一覧 : 昭和10年4月1日現在』、『日本全国諸会社役員録. 第34回』（國立國會圖書館數碼化收藏）
4. ↑  「地方鉄道運輸開始」『官報』1928年8月24日（國立國會圖書館數碼化收藏）
5. ↑  「鉄道免許状下付」『官報』1934年12月13日（國立國會圖書館數碼化收藏）
6. ↑  「地方鉄道運輸開始」『官報』1935年2月21日（國立國會圖書館數碼化收藏）
7. ↑  . 鉄道ホビダス. Neko出版. 2015-10-15  [2022-08-24]. （原始内容存档于2015-10-18） （日语）.